# 中林洞
中林洞（：／ Jungnim dong */?），是位于韩国首尔中区的一个行政洞，位于中区西部。

## 概況
本洞東面與小公洞和會賢洞相鄰，中林洞的名稱來源於“藥典中洞”和“翰林洞”中的各一個字。壬辰倭亂時的義兵領袖李廷馣曾居住於此。

## 歷史
- 1894年：甲午更張，將藥典中洞和翰林洞合併為中林洞，隸屬於漢城府。
- 1910年：改為隸屬於京城府[2]。
- 1914年：改稱中林町[3]。
- 1946年10月1日：改為現在名稱，同時劃入至西大門區管轄。
- 1975年10月1日：劃入至中区管轄[4]。

## 下轄法定洞
- 中林洞
- 萬里洞1街
- 萬里洞2街
- 義州路2街[5]

## 交通
- 首爾地鐵2號線忠正路站

## 建筑
- 桓一中學
- 桓一高等學校
- 京畿女子商業高等學校
- 首爾蓬萊初等學校

## 景点
- 药岘圣堂
- 孙基祯公园